# 야코프 젤도비치
야코프 보리소비치 젤도비치 ForMemRS
( 벨라루스어: Я́каў Бары́савіч Зяльдо́віч, 러시아어: Я́ков Бори́сович Зельдо́вич; 1914년 3월 8일 – 1987년 12월 2일)는 YaB 라고도 알려져 있는데 소련의 이론 물리학자로 우주론과 열핵 및 유체 역학 현상 물리학에 많은 공헌을 한 것으로 알려져 있다.
1943년부터 젤도비치는 소련의 핵폭탄 프로젝트 개발에 결정적인 역할을 했는데, 1963년 학계로 돌아 와서 블랙홀의 열역학에 대한 근본적인 이해와 우주론의 범위를 확장하는 데 선구적인 공헌을 하였다.

## 생애

### 어린 시절과 교육
야코프 젤도비치(Yakov Zeldovich)는 1914년 3월 8일 러시아 벨로루시 지역 민스크에 있는 할아버지 집에서 벨로루시 유대인으로 태어났다. 그러나 1914년 중반에 젤도비치 가족은 상트페테르부르크로 이사했다. 그들은 1941년 8월까지 그곳에 머물렀는데, 그 때 가족은 추축국의 소련 침공을 피하기 위해 화학 물리학 연구소의 교수진과 함께 카잔으로 대피했다.:301 그들은 젤도비치가 모스크바로 이사한 1943년 여름까지 카잔에 머물렀다.
그의 아버지 보리스 나우모비치 젤도비치(Boris Naumovich Zeldovich)는 변호사였다. 그의 어머니 안나 페트로브나 젤도비치(Anna Petrovna Zeldovich, née Kiveliovich)는 프랑스어-러시아어 번역가였으며, 작가 연합(Writer's Union)의 회원이었다. 헌신적이고 종교적인 유대인 가정에서 태어났음에도 불구하고 젤도비치는 "절대적 무신론자"였다.
젤도비치는 독학으로 공부하였다. 그는 놀라울 정도로 다재다능한 지성을 가지고 있는 것으로 여겨졌으며, 일생 동안 탐구하고 광범위한 과학적 노력에 큰 공헌을 했다. 1931년 5월의 주어진 기회에서 그는 소련 과학 아카데미의 화학 물리학 연구소의 실험실 조수로 임명되었고 남은 생애 동안 연구소와 관련을 유지했다.:301 실험실 조교로서 물리 화학과 관련된 주제에 대한 예비적 강의를 받았으며 화학 물리학 연구소에서 선배들 사이에서 명성을 쌓았다.:301
1932년부터 1934년까지 젤도비치는 레닌그라드 국립대학교 (현 상트페테르부르크 국립대학교 )에서 물리학 및 수학 학부 과정에 다녔고, 후에 레닌그라드 폴리테크닉 연구소 (현 표트르 대제 상트페테르부르크 폴리테크닉 대학교)에서 물리학개론에 대한 기술 강의에 출석했다. :301 :2–5
1936년에 그는 "불균일 표면에서의 흡착 및 촉매 작용 " 주제에 대한 자신의 논문을 성공적으로 방어하여 소련에서 박사학위에 해당하는 과학 후보 학위(Candidate of Science)를 받았다.:301 그의 논문의 중심은 'Freundlich (즉, 고전적인) 흡착 등온선'에 대한 연구에 초점을 맞추었는데 젤도비치는 이러한 경험적 관찰의 이론적 토대를 발견했다.
1939년 젤도비치는 질소산화의 물리적 해석에 대한 수학적 이론을 바탕으로 자신의 논문을 준비하였는데 알렉산드르 프리만(Aleksandr A. Freiman)의 심사를 받아 수리 물리학 박사 학위를 성공적으로 받았다.:39–40 그는 물리 화학 분야에서 열 NOx 메커니즘 또는 젤도비치 메커니즘으로 알려진 질소산화의 메커니즘을 발견했다.

### 소련의 원자폭탄 프로그램
젤도비치는 소련 핵무기 프로젝트의 비밀 교장으로 여겨지는데, 그의 해외 여행은 소련의 긴밀한 보안 하에 동유럽으로 매우 제한되었다.:198–199 핵분열이 1939년 독일 화학자 오토 한에 의해 발견된 후 곧 러시아 물리학자들은 핵분열 물리학의 범위를 조사하기 시작하여 그 주제에 대한 세미나를 시작했으며, 이고리 쿠르차토프와 율리이 카리톤(Yulii Khariton)은 1940년에 동참하였다.:79–80
1941년 5월, 젤도비치는 임계 조건이 있는 상태에서 핵 반응의 역학에 관한 이론을 구성하는데 카리톤과 함께 일했다.:81 카리톤과 젤도비치 작업은 점화, 연소 및 폭발 이론으로 확장되었다. 이것은 이전에 정확하게 예측, 관찰 또는 설명되지 않은 기능을 설명했다.:82 따라서 현대의 폭발 이론은 ZND(Zeldovich-von Neumann-Dohring) 이론이라고 하며, 그 발전은 지루한 고속의 중성자 계산을 수반했다. 이 작업은 소련에 대한 독일의 침공으로 인해 지연되어 1941년 6월에 기밀이 해제되게 되는 연구 결과에 대한 진행을 방해했다.:82 1942년에 젤도비치는 카잔으로 이전되어 인민군수위원회에 의하여 소련군에 공급할 재래식 화약에 대한 작업을 수행하는 임무를 맡았고 카리톤은 새로운 유형의 재래식 무기를 설계하도록 요청받았다.:87–88
1943년 이오시프 스탈린은 이고리 쿠르차토프의 지휘 아래 핵무기 증강을 시작하기로 결정했는데, 쿠르차토프는 스탈린에게 젤도비치와 카리톤을 모스크바의 핵무기 프로그램으로 재배치할 것을 요청했다.:87–88 젤도비치는 모스크바에 있는 이 비밀 실험실에서 이고리 쿠르차토프의 소규모 팀에 합류하여 핵 연소 이론에 대한 작업을 시작했으며 1946년 아르자마스-16에 소재한 이론 부문의 수장이 되었다.
젤도비치는 이삭 구레비치(Isaak Gurevich), 이삭 포메란추크(Isaak Pomeranchuk), 카리톤과 함께 원자 폭발에 의한 핵융합을 통한 에너지 방출 가능성에 대한 과학적 보고서를 작성하고 이고리 쿠르차토프에게 제출했다. 그는 독일 물리학자 클라우스 푹스(Klaus Fuchs) 와 미국 물리학자 테오도르 홀(Theodore Hall)이 제공한 물리적, 기술적 지식의 혜택을 누렸다. 이들은 각각 핵무기를 개발하기 위한 미국 맨해튼 프로젝트에 참여했다.:89–90
1949년 젤도비치는 미국의 원자력 첩보를 통해 얻은 대략적인 미국 설계를 기반으로 하는 최초의 핵 실험인 RDS-1을 수행한 물리학자 팀을 이끌었으며, 계속 폭발 이론에 대한 기본 연구를 계속했다.:89–90 그 후 젤도비치는 핵무기의 계속되는 설계들을 현대화하는 작업을 시작했고 최초로 안드레이 사하로프와 다른 사람들에게 수소 폭탄의 아이디어를 구상하게 했다.:89–90 핵무기에 대한 연구 과정에서 젤도비치는 방사선 유체 역학 및 고압 물질 물리학에서 획기적인 연구를 수행했다. 사로프에서 이 분야에서 일한 젊은 동료들 중에는 미하일 포두레츠(Mihail Aleksandrovich Podurets)가 있는데, 그는 중력붕괴 이론에 기여한 것으로도 알려져 있다.
1950년과 1953년 사이에 젤도비치는 안드레이 사하로프에 의해 검증된 수소 폭탄의 실행 가능성에 필요한 계산을 수행했지만 두 그룹은 열핵 융합의 개발에 병행하여 작업했다. 그러나 1952년 비탈리 긴즈부르크의 도움으로 열핵 융합에 대한 접근 방식을 근본적으로 바꾼 사람은 1952년 비탈리 긴즈부르크의 도움을 받은 사하로프였다. :56–57 그는 계속 핵 실험 프로그램에 관여하여, 학계를 떠난 1963년 10월까지 아르자마스-16에 있는 실험 연구실을 이끌었다.:38–40

## 학계와 우주론
1952년에 그는 소립자와 그 변형 분야에서 연구를 시작했다. 그는 파이 중간자의 베타 붕괴를 예측했다. 거시타인(S. Gershtein)과 함께 그는 약한 상호작용과 전자기적 상호작용 사이의 유사성을 발견했고 1960년에 그는 뮤온 촉매 작용 (더 정확하게는 뮤온 촉매 dt-융합) 현상을 예측했다. 1977년 젤도스키는 표도르 샤피로와 함께 소련 핵 물리학의 최고 상인 쿠르차토프 메달을 수상 하였다. 공적은 "극저온 중성자의 특성 예측, 검출 및 조사"였다. 그는 1958년 6월 20일 소련 과학 아카데미의 학자로 선출되었다. 그는 1965년부터 1983년 1월까지 소련 과학 아카데미의 응용 수학 연구소의 부서장이었다.

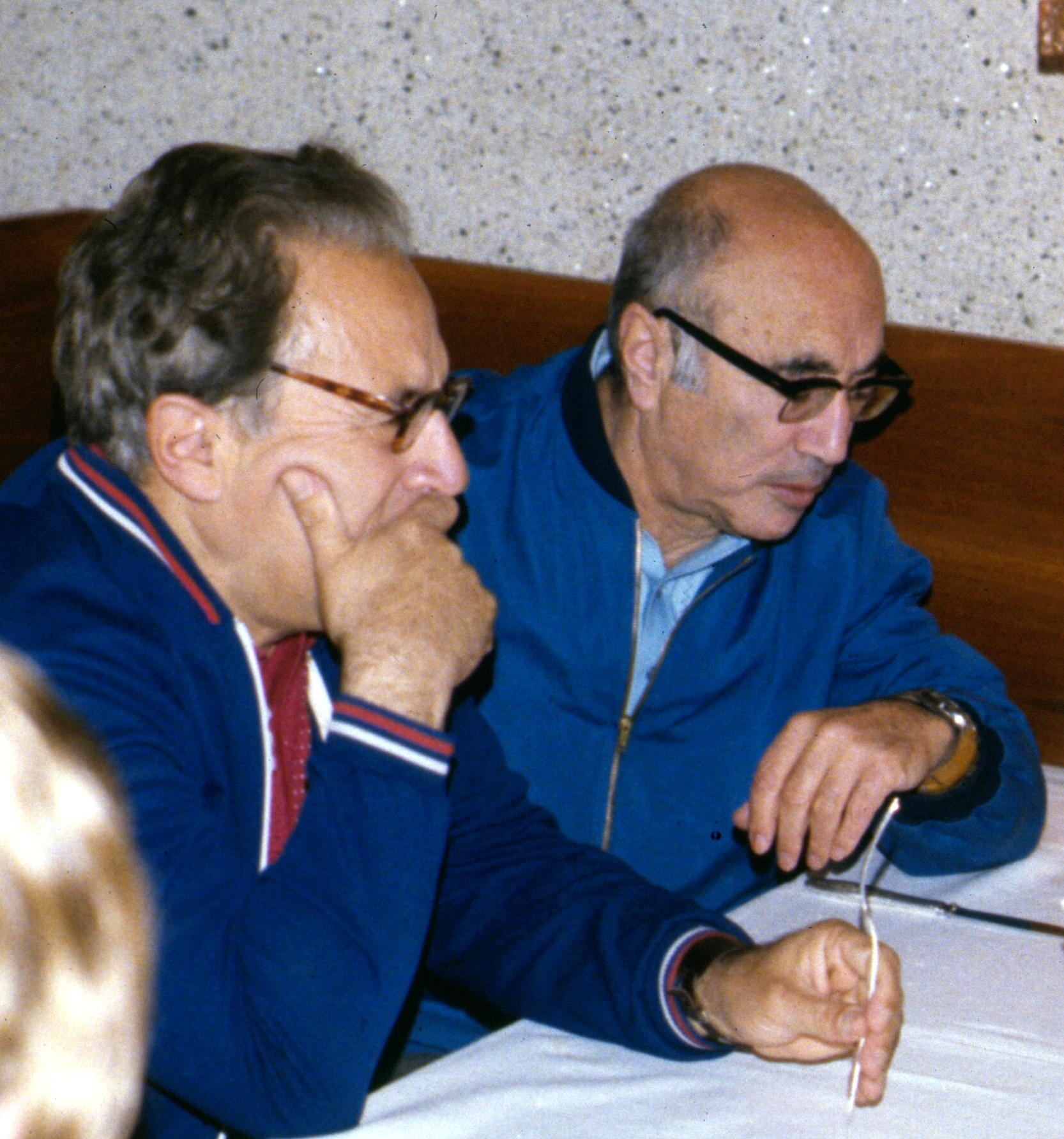
1977년 천체물리학자 이오시프 슈클로프스키와 젤도비치(오른쪽)

1960년대 초에 젤도비치는 천체 물리학과 물리 우주론 분야에서 일하기 시작했다. 1964년에 그와 에드윈 샐피터(Edwin Salpeter)는 독자적으로 거대 블랙홀 주변의 강착 원반이 퀘이사에서 방출하는 엄청난 양의 에너지에 대한 원인으로 처음 제안했다. 1965년부터 모스크바 주립대학교 물리학과 교수, 스턴버그 천문연구소 상대론적 천체물리학 과장을 역임했다. 1966년 그와 이고르 노비코프는 광학적으로 밝고 X선은 어두운 별과 광학적으로 어둡지만 X선은 밝은 별로 구성된 쌍성계 중에서 블랙홀의 후보를 찾는 것을 최초로 제안했다.
젤도비치는 뜨거운 우주의 진화 이론, 마이크로파 배경 복사,의 성질, 우주의 대규모 구조 , 블랙홀 이론 등을 연구했다. 그는 라시드 수냐에프(Rashid Sunyaev)와 함께 우주 마이크로파 배경이 역 콤프턴 산란을 겪을 것이라고 예측했다. 이것을 수냐에프-젤도비치 효과라고 하는데, 아타카마 우주망원경과 남극망원경과 같은 망원경으로 측정한 결과 이 효과는 클러스터 우주론의 핵심 관측 탐침(probe) 중의 하나로 자리 잡았다. 젤도비치는 특히 라그랑주 섭동 이론(젤도비치 근사)의 사용과 접착 근사(adhesion approximation)를 통한 버거스 방정식(Burgers' equation) 접근법의 적용을 통해 우주의 대규모 구조의 본질에 대한 날카로운 통찰력에 기여했다.

### 블랙홀 열역학
젤도비치는 호킹 복사로 인한 블랙홀 증발 이론을 발전시키는 데 중요한 역할을 했다. 젤도비치와 찰스 미스너(Charles Misner)는 1971년, 1972년에 커 블랙홀의 회전에 의한 입자 생성 가능성을 동시에 예측했다. 이전 60년대에 젤도비치는 커 블랙홀에 의하여 '지만 효과'처럼 광자의 방출선이 분할될 것이라고 예측했다. 스티븐 호킹이 1973년 모스크바를 방문하는 동안 소련 과학자 젤도비치와 알렉세이 스타로빈스키는 호킹에게 양자역학의 불확정성 원리에 의하면 회전하는 블랙홀은 입자를 생성하고 방출해야 한다는 것을 보여주였다.

## 가족
그의 아내 바르바라 콘스탄티노바(Varvara Pavlovna Konstantinova)와 함께 물리학자인 아들 보리스(Boris Yakovlevich Zeldovich)와 두 딸 올가(Olga Yakovlevna Zeldovich)와 마리나(Marina Yakovlevna Zeldovich)를 두었다.
젤도비치는 또한 OK 시리야에바(OK Shiryaeva)에게서 딸 안누시카(Annushka)를 낳았다.
젤도비치는 1958년 니나 니콜라예브나 아가포바와 사이에서 또 다른 아들을 낳았는데, 그의 이름은 레오니드 야코블레비치 아가포프였다. 그는 2016년 58세의 나이로 세상을 떠났다.

## 간행물

### 서적
- Zel'dovich Ya.B., Ruzmaikin A.A. (2015). 《Dynamo Problems in Astrophysics》. Cambridge Scientific Publishers. ISBN 978-1908106445.
- Zel'dovich Ya.B., Novikov I.D. (2014). 《Stars and Relativity》. Dover.
- Zel'dovich Ya.B., Raizer Yu.P. (2012). 《Physics of Shock Waves and High-Temperature Hydrodynamic Phenomena, Volume 1》. Dover.
- Zel'dovich Ya.B., Raizer Yu.P. (2012). 《Physics of Shock Waves and High-Temperature Hydrodynamic Phenomena, Volume 2》. Dover.
- Perelomov A. M., Zel'dovich Ya.B. (1999). 《Quantum Mechanics: Selected Topics》. World Scientific. ISBN 978-9810235505.
- Zel'dovich Ya.B. (1993). 《Selected Works of Yakov Borisovich Zeldovich: Particles, Nuclei, and the Universe》. Princeton University Press. ISBN 978-0691087429.
- Zel'dovich Ya.B. (1992). 《Selected Works of Yakov Borisovich Zeldovich: Chemical Physics and Hydrodynamics》. Princeton University Press. ISBN 978-0691085944.
- Zel'dovich Ya.B. (1992). 《My Universe: Selected Reviews》. Routledge. ISBN 978-3718650040.
- Zel'dovich Ya.B., Ruzmaikin A.A., Sokoloff D.D. (1990). 《Magnetic Fields in Astrophysics》. Gordon & Breach Science Pub. ISBN 978-0677223308.
- Zel'dovich Ya.B., Ruzmaikin A.A., Sokoloff D.D. (1990). 《The Almighty Chance》. World Scientific. ISBN 978-9971509163.
- Zel'dovich Ya.B., Barenblatt G., Librovich V.B., Makhviladze G.M. (1985). 《The Mathematical Theory of Combustion and Explosions》. Consultants Bureau. ISBN 978-0306109744.
- Zel'dovich Ya.B., Pilipetsky N.F., Shukunov V.V. (1985). 《Principles of Phase Conjugation》. Springer. ISBN 978-3-662-13573-0.
- Zel'dovich Ya.B., Novikov I.D. (1983). 《Relativistic Astrophysics: The Structure and Evolution of the Universe vol 2》. University of Chicago Press. ISBN 978-0226979571.
- Zel'dovich Ya.B., Novikov I.D. (1971). 《Relativistic Astrophysics: Stars and Relativity vol 1》. University of Chicago Press. ISBN 978-0226979557.
- Zel'dovich Ya.B., Raizer Yu.P. (1968). 《Elements of Gasdynamics and the Classical Theory of Shock Waves》. Academic Press.
- Zel'dovich Ya.B., Kompaneets A.S. (1960). 《Theory of Detonation》. Academic Press.
- Zel'dovich Ya.B., Yaglom I.M. (1988). 《Higher mathematics for beginning physicists and engineers》. Prentice Hall. ISBN 978-0133876482.

## 수상 및 영예
이고리 쿠르차토프는 그를 "천재"라고 불렀고 안드레이 사하로프는 그를 "광범위한 과학적 관심을 가진 사람"이라고 불렀다. 스티븐 호킹은 젤도비치에게 이렇게 말했다. "당신을 만나기 전에는 당신이 부르바키처럼 '집단 작가'라고 믿었다."
- ICTP 디랙 메달 (1985)
- 브루스 메달 (1983)
- 왕립천문학회 금상 (1984).
- 쿠르차토프 메달 (1977)
- 사회주의 노동영웅 3회 (1949, 1953, 1957)
- 스탈린 상 (1943, 1949, 1951, 1953)
- 레닌 상 (1957)
- 레닌 훈장 3회 (1949, 1962, 1974)
- 노동적기 훈장 2회 (1945,1964)
- 10월 혁명 훈장 (1962)
- 소행성 11438 젤도비치가 2001년 그를 기념하여 명명되었다.

## 추가 자료
- Overbye, D. Lonely Hearts of the Cosmos: 우주의 비밀에 대한 과학적 탐구 . 뉴욕: 하퍼콜린스, 1991.
- 핵 문제에 대한 Alsos 디지털 라이브러리의 Yakov Borisovich Zel'dovich에 대한 주석부기 참고 문헌 보관됨 2010-07-07 - 웨이백 머신
- Yakov Borisovich Zel'dovich – 모스크바 국립 대학의 Zeldovich 전용 페이지
- 혼합되지 않은 가스의 연소 이론 – Zeldovich 1949, 번역본 1974